# Староселье (Белыничский район)
Старосе́лье (бел. Стараселле) — деревня в составе Мощаницкого сельсовета Белыничского района Могилёвской области Республики Беларусь. Население — 156 человек (2009). Стоит на реке Клева.

## География

### Расположение
В 22 км на запад от Белынич, в 55 км от железнодорожной станции Друть (на линии Могилёв — Осиповичи), в 77 км от Могилёва.

## Транспортная система
Транспортная связь по просёлочной дороге, затем по автодороге Минск — Могилёв. Планировка состоит из прямолинейной меридиональной улицы. Застройка двухсторонняя, деревянными домами усадебного типа.

## История
На южной окраине деревни сохранился курганный могильник (2 насыпи), который свидетельствует о заселении этих мест в глубокой древности. По письменным источникам известна с XVII века. В 1681 году — во владении костёла в Головчине. В 1907 году в деревне было 170 жителей, в Эсьмонской волости Борисовского уезда Минской губернии. С февраля до октября 1918 года оккупирована германской армией.
В 1931 году организован колхоз «Красный пахарь». 2 июля 1941 года оккупирована немецко-фашистскими захватчиками. В ноябре 1943 года гитлеровцы сожгли 29 дворов, расстреляли 3 жителей. Во время Великой Отечественной войны на фронтах погибли 4 местных жителя. Освобождена 29 июня 1944 года.
В 1986 году — центр совхоза «Искра». Действовали клуб, начальная школа, магазин, библиотека, отделение связи, автоматическая телефонная станция. В 2007 году — центр УКСП «Совхоз «Искра», действовали школа-сад, библиотека, клуб, фельдшерско-акушерский пункт, отделение связи, столовая, магазин.

## Население

### Численность
- 2009 год — 156 жителей.

### Динамика
- 1897 год — 22 двора, 165 жителей.
- 1907 год — 170 жителей.
- 1917 год — 181 житель.
- 1926 год — 33 двора, 185 жителей.
- 1959 год — 98 жителей.
- 1970 год — 81 житель.
- 1986 год — 106 жителей.
- 2002 год — 66 дворов, 234 жителя[3].
- 2007 год — 60 дворов, 192 жителя.
- 2009 год — 156 жителей.